# Une page folle
Pour plus de détails, voir Fiche technique et Distribution.
Une page folle (狂った一頁, Kurutta Ippēji ou Kurutta Ichipeiji), est un film muet japonais en noir et blanc réalisé par Teinosuke Kinugasa, sorti en 1926.

## Histoire du film
Perdu pendant 45 ans, le film est redécouvert par Kinugasa dans la cabane de son jardin en 1970 ; il l'y avait enterré durant la Seconde Guerre mondiale et l'avait oublié,. Le film est la création d'un groupe d'artistes d'avant-garde japonais, connu sous le nom Shinkankaku-ha (ou « école des nouvelles perceptions »), qui essaye d'aller au-delà de la représentation naturaliste habituelle,. Il fut considéré comme le premier film d'un courant « néo-sensationniste » mort-né, mais présente selon les spécialistes une évidente influence du cinéma expressionniste allemand.
Yasunari Kawabata, futur lauréat du prix Nobel de littérature en 1968, est crédité de l'idée originale dans le film. Il est souvent cité comme le scénariste du film, et une version du scénario est imprimée dans ses œuvres complètes. Cependant, on considère à présent que le scénario est le fruit d'une collaboration entre Kawabata, Kinugasa, Bankō Sawada, et Minoru Inuzuka.
Le film se déroule dans un asile. Bien que monté dans un maelström affolant, il raconte vaguement l'histoire du concierge de l'asile, un ancien marin. Sa femme est l'un des patients. Un jour, leur fille se présente à l'asile pour annoncer ses fiançailles à sa mère. Cela déclenche un certain nombre d'intrigues secondaires et de retours en arrière qui font découvrir l'histoire de la famille (par exemple, pourquoi la mère est malade et pourquoi la fille n'est pas au courant du travail de son père comme concierge),. On apprend ainsi qu'avant d'être internée, la mère a voulu se noyer avec son bébé et que seul ce dernier est mort. Son mari, devenu concierge, tente vainement de la faire sortir de l'asile, engendrant un grand chaos dans l'asile. À travers cette histoire, Kinugasa met en scène l'univers carcéral qu'il dénonce à travers les gestuelles expressionnistes des aliénés (notamment la chorégraphie avant-gardiste de la jeune femme), dans un efficace jeu de lumière.
Le film ne contient pas d'intertitres, ce qui le rend difficile à suivre pour un public moderne. Dans la copie existant aujourd'hui, il manque près d'un tiers de ce qui a été projeté dans les cinémas en 1926. Les projections des années 1920 au Japon comprenaient une narration dans la salle, assurée par un raconteur d'histoires ou benshi (弁士), ainsi qu'une musique d'accompagnement. C'est Musei Tokugawa, le célèbre benshi, qui racontait le film au cinéma Shinjuku Musashinokan à Shinjuku, Tokyo.
Considérée de nos jours comme un chef-d’œuvre du cinéma muet mondial, cette expérience cinématographique ne reçut pas le succès escompté, amenant Kinugasa à poursuivre une voie plus traditionnelle au sein de la Shōchiku (松竹).
Selon Florence Tissot de la Cinémathèque française, le projet d'éditer le film en France n'a pas pu voir le jour, faute de temps. Le film fut néanmoins projeté à la Cinémathèque française en 1972 pour la première fois en Europe dans une version sonorisée en 16 mm, puis en salles en mars 1975. En septembre 2017, il est de nouveau projeté à Paris, dans le cadre de L'Étrange Festival. En mars 2018, Lobster Films sort une édition DVD sous-titrée en français du film.

## Fiche technique
- Titre français : Une page folle
- Titre original : 狂った一頁 (Kurutta ippēji?)
- Titre international : A Page of Madness
- Réalisateur : Teinosuke Kinugasa

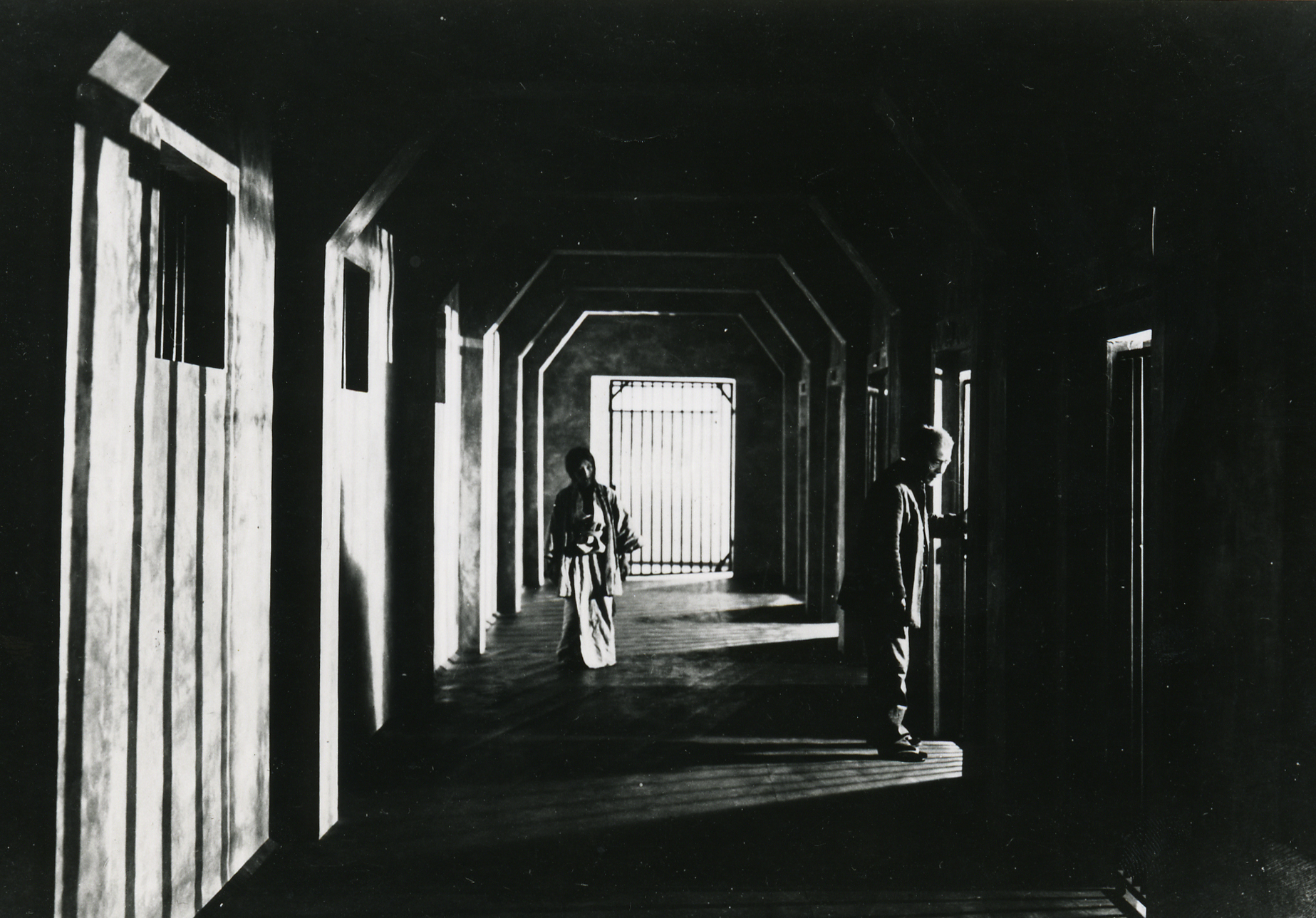
Scène du film avec Masao Inoue.

- Scénario : Yasunari Kawabata, Teinosuke Kinugasa, Minoru Inuzuka et Bankō Sawada
- Adaptation : Yasunari Kawabata
- Photographie : Kōhei Sugiyama
- Conception du projet : Shigemasa Abe
- Sociétés de production : Kinugasa Productions, Shin Kankaku-ha Eiga Renmei Productions, National Film Art
- Producteur délégué : Teinosuke Kinugasa
- Directeurs artistiques : Kasaku Hayashi et Chiyo Ozaki
- Assistants réalisateurs : Eiichi Koishi et Masami Osugi
- Générique : Kiyoshi Takeda
- Musique : Vadim Sher et François Lasserre (lors d'un ciné-concert le 23 avril 2013)[14]
- Ventes internationales : George Eastman House
- Support de projection : 35 mm
- Format : noir et blanc ; Format 1,37:1[15]
- Durée : 70 minutes
- Date de sortie :
  - Empire du Japon : 24 septembre 1926[16]
  - France : 5 mars 1975[12]

## Distribution
- Masao Inoue : le concierge de l'asile
- Yoshie Nakagawa : la femme du concierge
- Ayako Iijima (ja) : la fille du concierge
- Hiroshi Nemoto : le jeune homme
- Misao Seki : médecin
- Minoru Takase : homme fou A
- Kyosuke Takamatsu : homme fou B
- Tetsu Tsuboi : homme fou C
- Eiko Minami (en) : danseuse
- Shintarō Takiguchi : le garçon